# Theodorus van Ruijven
Theodorus van Ruijven CM (ur. 22 maja 1938 w Rijswijk) – holenderski duchowny rzymskokatolicki posługujący w Etiopii, w latach 2009-2013 wikariusz apostolski Nekemte.

## Życiorys
Święcenia kapłańskie przyjął 19 marca 1964 w Zgromadzeniu Księży Misjonarzy. Po święceniach wyjechał do Etiopii i przez wiele lat pracował duszpastersko na jej terenie. W latach 1986–1992 oraz 1998-2002 był konsultorem etiopskiej prowincji zakonnej, a w kolejnych latach był m.in. rektorem niższego seminarium w Ambo oraz wizytatorem zakonu.
9 lipca 1998 otrzymał nominację na prefekta apostolskiego Dżimma-Bonga, zaś 23 lipca 2009 został prekonizowany wikariuszem apostolskim Nekemte. Sakrę biskupią otrzymał 30 sierpnia 2009. 10 listopada 2013 przeszedł na emeryturę.